# Operatie "Diepvries"
 Operatie "Diepvries"  is een verhaal uit de Belgische stripreeks Piet Pienter en Bert Bibber van Pom.
Het verhaal verscheen voor het eerst in Gazet Van Antwerpen van 18 april 1979 tot 3 augustus 1979 en als nummer 35 in de reeks bij De Vlijt.

## Personages
- Piet Pienter
- Susan
- Bert Bibber
- Professor Kumulus
- Señor Alfredo Tranquila
- Carne De Cordero
- Professor Astuto
- Señor Pampoloni
- Diègo Membrillo

## Albumversies
Operatie "Diepvries" verscheen in 1979 als album 35 bij uitgeverij De Vlijt. In 1996 gaf uitgeverij De Standaard het album opnieuw uit.